# 宁德市
宁德市是中华人民共和国福建省下辖的地级市，位于福建省东北沿海地区。國家園林城市，市境南临福州市，西接南平市，北界浙江省丽水市、温州市，东滨东海，東南方為連江縣馬祖列島，沿海有三都澳、福宁湾等港湾，并有多个岛屿。全市总面积13,432平方公里，市人民政府驻蕉城区。

## 历史

### 西晉至五代
- 西晋太康三年（282年）开始设县，划侯官县温麻船屯设温麻县，属晋安郡。
- 隋朝开皇九年（589年）撤温麻县入原丰县。
- 唐朝武德六年（623年）改为长溪县，属泉州（州治今福州）；开成年间（836年-840年），将长溪县的宁川和古田县东北划为感德场。
- 五代时期，后唐长兴四年（933年）升场置县，取宁川之“宁”、感德之“德”为之命名，而有宁德县，属长乐府。

### 宋元明清时期
- 宋淳祐五年（1245年），增设福安县，与长溪、宁德皆属福州。
- 元至元二十三年（1286年），长溪县升为福宁州，辖福安、宁德两县，属福州路。
- 明洪武二年（1369年），福宁州降为县，成化九年（1473年）恢复福宁州。
- 清雍正十三年（1735年），福宁州升为福宁府，辖宁德县，设附郭县霞浦县。同年建宁府的寿宁县划予福宁府。乾隆四年（1739）增设福鼎县，共辖霞浦、福安、宁德、福鼎、寿宁五县，清末属宁福道。

### 中华民国时期

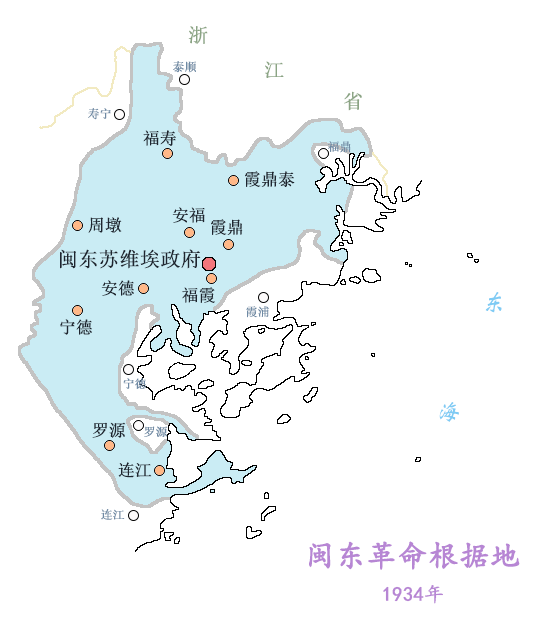
闽东革命根据地地图（1934年）

- 民国2年（1913年），废府置道，宁德县属东路道（1914后改称闽海道，道署驻闽侯县）。

- 民国14年（1925年），福建省国民政府成立。全省实行省、县两级政权，宁德县直属省辖。

- 民国22年（1933年）11月，国民革命军第十九路军在福州成立中华共和国人民革命政府，福建被划分为4省2市，宁德县、福安县、霞浦县、福鼎县、寿宁县属闽海省。

- 民国23年（1934年）1月，人民革命政府夭折，闽东8县复归省直辖。1934年2月，在福安县柏柱洋村成立闽东苏维埃政府。

- 民国36年（1947年），设置行政督察公署，闽东作为第一行政督查区，辖福安、霞浦、宁德、福鼎、寿宁、周宁、柘荣七县，专署驻福安县直到1949年7月。

### 中华人民共和国时期
- 1949年中华人民共和国建立后，闽东属第三行政督察区，翌年改为福安专区，专署地在福安县，辖福安、福鼎、宁德、霞浦、寿宁、周宁、柘荣七县。

- 1956年划进原属闽侯专区的长乐、连江、罗源三县，撤销柘荣县。

- 1959年划长乐、连江二县归闽侯专区，增进原属南平专区的松溪、政和二县。

- 1960年松溪、政和合并为松政县，并于1961年恢复柘荣县。

- 1962年划罗源归福州市，撤销松政县，恢复政和、松溪二县。

- 1970年7月专署由福安县迁驻宁德县（蕉城区），改名福安地区。

- 1971年改称宁德地区，同时划松溪、政和二县归建阳地区，增进原属闽侯地区的连江、罗源、古田、屏南四县，再次撤销柘荣县（于1975年再次恢复）。

- 1983年4月划连江、罗源为福州市管辖。[2][3]

- 1988年宁德县升格为宁德市（县级市），福安县和福鼎县也分别于1989年和1995年撤县建市[2]。

- 1999年11月14日，国务院批准：撤销宁德地区和县级宁德市，设立地级宁德市，原县级宁德市改为蕉城区，市人民政府驻蕉城区，区人民政府驻八一五中路。宁德市辖原宁德地区的寿宁县、霞浦县、柘荣县、屏南县、古田县、周宁县和新设立的蕉城区。原宁德地区的福安市和福鼎市属福建省直辖，由宁德市代管。2000年11月14日，宁德市人民政府正式挂牌成立。

## 地理

### 位置
东部临海，与台湾隔海相望，西邻南平市，南接福州市，北部與浙江省温州市相鄰，介于北纬26°17'─27°41'，东经118°32'─120°52'之间。

### 地形地貌
地势西、北部高，东、南部低，中部隆起。地貌以山地丘陵为主，其间杂有山间盆地，沿海一带为狭长的滨海冲积平原，鹫峰山和太姥山脉分别斜贯西北部、中部，千米高峰连绵，其中以寿宁县平尖山为最高（海拔1649米）。

### 海域
东面为台湾海峡，海岸线长达1046公里，有着众多的海湾和海岛，海域面积为4.45万平方公里。

### 河流
溪流众多，且多呈西北—东南走向，最大的水系为交溪，其他主要河流还有水北溪、霍童溪和古田溪。区内河流的特点是，上源至中游段蜿埏曲折，河道狭窄陡峭，水流湍急，落差较大；下游河段河面较宽，河床较缓；流速平均平稳，流入东海。

### 气候
属亚热带海洋性季风气候，兼山地气候、盆地气候等多种气候特点；年平均气温13.4℃～20.2℃， 年平均降雨量在1250～2350毫米，无霜期235～300天。
| 寧德(平均數據1991–2020 極端數據1981–2010) | 寧德(平均數據1991–2020 極端數據1981–2010) | 寧德(平均數據1991–2020 極端數據1981–2010) | 寧德(平均數據1991–2020 極端數據1981–2010) | 寧德(平均數據1991–2020 極端數據1981–2010) | 寧德(平均數據1991–2020 極端數據1981–2010) | 寧德(平均數據1991–2020 極端數據1981–2010) | 寧德(平均數據1991–2020 極端數據1981–2010) | 寧德(平均數據1991–2020 極端數據1981–2010) | 寧德(平均數據1991–2020 極端數據1981–2010) | 寧德(平均數據1991–2020 極端數據1981–2010) | 寧德(平均數據1991–2020 極端數據1981–2010) | 寧德(平均數據1991–2020 極端數據1981–2010) | 寧德(平均數據1991–2020 極端數據1981–2010) |
| 月份                                      | 1月                                       | 2月                                       | 3月                                       | 4月                                       | 5月                                       | 6月                                       | 7月                                       | 8月                                       | 9月                                       | 10月                                      | 11月                                      | 12月                                      | 全年                                      |
| ----------------------------------------- | ----------------------------------------- | ----------------------------------------- | ----------------------------------------- | ----------------------------------------- | ----------------------------------------- | ----------------------------------------- | ----------------------------------------- | ----------------------------------------- | ----------------------------------------- | ----------------------------------------- | ----------------------------------------- | ----------------------------------------- | ----------------------------------------- |
| 历史最高温 °C（°F）                       | 25.4 (77.7)                               | 28.7 (83.7)                               | 30.9 (87.6)                               | 33.9 (93.0)                               | 36.1 (97.0)                               | 38.2 (100.8)                              | 40.2 (104.4)                              | 37.8 (100.0)                              | 37.5 (99.5)                               | 32.7 (90.9)                               | 32.4 (90.3)                               | 26.2 (79.2)                               | 40.2 (104.4)                              |
| 平均高温 °C（°F）                         | 14.0 (57.2)                               | 14.8 (58.6)                               | 17.5 (63.5)                               | 22.3 (72.1)                               | 26.4 (79.5)                               | 30.1 (86.2)                               | 33.5 (92.3)                               | 32.8 (91.0)                               | 30.1 (86.2)                               | 26.0 (78.8)                               | 21.4 (70.5)                               | 16.5 (61.7)                               | 23.8 (74.8)                               |
| 日均气温 °C（°F）                         | 10.6 (51.1)                               | 11.2 (52.2)                               | 13.6 (56.5)                               | 18.2 (64.8)                               | 22.6 (72.7)                               | 26.4 (79.5)                               | 29.4 (84.9)                               | 28.9 (84.0)                               | 26.5 (79.7)                               | 22.3 (72.1)                               | 17.9 (64.2)                               | 12.8 (55.0)                               | 20.0 (68.1)                               |
| 平均低温 °C（°F）                         | 8.3 (46.9)                                | 8.8 (47.8)                                | 11.0 (51.8)                               | 15.2 (59.4)                               | 19.7 (67.5)                               | 23.6 (74.5)                               | 26.3 (79.3)                               | 25.9 (78.6)                               | 23.6 (74.5)                               | 19.3 (66.7)                               | 15.2 (59.4)                               | 10.2 (50.4)                               | 17.3 (63.1)                               |
| 历史最低温 °C（°F）                       | −0.3 (31.5)                               | 1.4 (34.5)                                | 2.2 (36.0)                                | 7.3 (45.1)                                | 13.4 (56.1)                               | 16.4 (61.5)                               | 21.2 (70.2)                               | 21.5 (70.7)                               | 15.6 (60.1)                               | 10.7 (51.3)                               | 5.5 (41.9)                                | −1.4 (29.5)                               | −1.4 (29.5)                               |
| 平均降水量 mm（）                         | 81.9 (3.22)                               | 101.6 (4.00)                              | 166.4 (6.55)                              | 147.2 (5.80)                              | 217.2 (8.55)                              | 297.6 (11.72)                             | 207.5 (8.17)                              | 323.0 (12.72)                             | 213.0 (8.39)                              | 85.5 (3.37)                               | 89.4 (3.52)                               | 74.4 (2.93)                               | 2,004.7 (78.94)                           |
| 平均降水天数（≥ 0.1 mm）                  | 13.5                                      | 15.1                                      | 18.5                                      | 16.3                                      | 18.0                                      | 17.6                                      | 13.1                                      | 16.2                                      | 14.6                                      | 9.0                                       | 11.3                                      | 11.5                                      | 174.7                                     |
| 平均相對濕度（％）                        | 77                                        | 79                                        | 79                                        | 78                                        | 79                                        | 81                                        | 76                                        | 76                                        | 75                                        | 71                                        | 74                                        | 74                                        | 77                                        |
| 月均日照時數                              | 92.2                                      | 83.5                                      | 95.4                                      | 114.8                                     | 121.6                                     | 128.6                                     | 209.1                                     | 180.6                                     | 151.4                                     | 152.8                                     | 107.4                                     | 105.9                                     | 1,543.3                                   |
| 可照百分比                                | 28                                        | 26                                        | 25                                        | 30                                        | 29                                        | 31                                        | 50                                        | 45                                        | 41                                        | 43                                        | 33                                        | 33                                        | 35                                        |
| 来源：China Meteorological Administration |                                           |                                           |                                           |                                           |                                           |                                           |                                           |                                           |                                           |                                           |                                           |                                           |                                           |

## 政治

### 现任领导
| 机构     | · 中国共产党 · 宁德市委员会 | 宁德市人民代表大会 常务委员会 | 宁德市人民政府     | · 中国人民政治协商会议 · 宁德市委员会 |
| 职务     | 书记                        | 主任                          | 市长               | 主席                                  |
| -------- | --------------------------- | ----------------------------- | ------------------ | ------------------------------------- |
| 姓名     | 张永宁                      | 王世雄                        | 潘国强             | 兰斯琦                                |
| 民族     | 汉族                        | 汉族                          | 汉族               | 畲族                                  |
| 籍贯     | 福建省晋江市                | 福建省福安市                  | 江苏省宜兴市       | 福建省福安市                          |
| 出生日期 | 1967年10月（57歲）          | 1965年8月（59—60歲）          | 1974年10月（50歲） | 1966年6月（59歲）                     |
| 就任日期 | 2025年5月                   | 2022年1月                     | 2025年7月          | 2017年1月                             |

### 行政区划
宁德市现辖1个市辖区、6个县，代管2个县级市。
- 市辖区：蕉城区
- 县级市：福安市、福鼎市
- 县：霞浦县、古田县、屏南县、寿宁县、周宁县、柘荣县

此外，宁德市设立以下经济管理区：国家级东侨经济技术开发区、福安畲族开发区。

## 人口
2022年，全市户籍人口355.23万人，其中男186.11万人，女169.12万人。 按城乡分：城镇总人口137.99万人，乡村总人口217.24万人。
根据2020年第七次全国人口普查，全市常住人口为3,146,789人。同第六次全国人口普查的2,821,996人相比，十年共增加了324,793人，增长11.51%，年平均增长率为1.1%。其中，男性人口为1,641,801人，占总人口的52.17%；女性人口为1,504,988人，占总人口的47.83%。总人口性别比（以女性为100）为109.09。0－14岁的人口为649,501人，占总人口的20.64%；15－59岁的人口为1,919,606人，占总人口的61%；60岁及以上的人口为577,682人，占总人口的18.36%，其中65岁及以上的人口为399,525人，占总人口的12.7%。居住在城镇的人口为1,919,132人，占总人口的60.99%；居住在乡村的人口为1,227,657人，占总人口的39.01%。

### 民族
全市常住人口中，汉族人口为2,967,485人，占94.3%；各少数民族人口为179,304人，占5.7%。其中，畲族人口为154,972人，占4.92%。与2010年第六次全国人口普查相比，汉族人口增加314,233人，增长11.84%，占总人口比例增加0.28个百分点；各少数民族人口增加10,560人，增长6.26%，占总人口比例下降0.28个百分点。其中，畲族人口增加201人，增长0.13%，占总人口比例下降0.56个百分点。全市畲族人口佔中國畲族人口的四分之一，是全国最大的畲族聚居区之一。

## 语言
宁德市大部分地区通行闽语闽东片福宁小片方言；其代表为福安话，与该片内其它次方言都可以互通。
此外，还有其他方言分布：
- 闽语闽东片侯官小片传统腔：通行于古田县大部、屏南县大部和霞浦县北壁乡南端。此外，福鼎市和寿宁县有闽语闽东片侯官小片方言岛。
- 闽语闽东片侯官小片府城腔：通行于霞浦县海岛乡。
- 闽语闽东片泰顺蛮讲：通行于寿宁县北端和福鼎市北端。
- 屏南下路话：通行于屏南县东部和蕉城区西南角，为闽语闽东片侯官小片传统腔和闽语闽东片福宁小片的过渡方言。
- 古田大东话：通行于古田县东部，为闽语闽东片侯官小片传统腔和闽语闽东片福宁小片的过渡方言。
- 蛮陲话：通行于寿宁县西部，为闽语闽东片和闽语闽北片建瓯小片的过渡方言。
- 政和高山区方言：分布于周宁县西北部，为闽语闽东片和闽语闽北片建瓯小片的过渡方言。
- 闽北片建瓯小片：通行于屏南县西北角。
- 吴语上丽片丽水小片庆元话：通行于寿宁县西北角和平溪镇木场村。
- 吴语上丽片丽水小片景宁话：分布于寿宁县北部。
- 闽语闽南片（浙南闽语，多为泉漳小片泉州话府城腔）：方言岛，分布于霞浦县、福鼎市、蕉城区和柘荣县。
- 闽语莆仙片：方言岛，分布于福鼎市（澳腰话）、霞浦县和福安市。
- 客家语汀州片：方言岛，分布于寿宁县、福鼎市和霞浦县。
- 畲话：分布于蕉城区、福安市、福鼎市、霞浦县、寿宁县、柘荣县、周宁县和屏南县。

## 经济
工業主要依靠外地投資，近年來，以寧德時代為代表的新興工業發展迅速。旅游资源有待于進一步開發，在福建省城市中经济发展处于較低水平，但其增長速度較快。
| 区划名称 | 国民生产总值（亿元） | 人均国民生产总值（元） | 较上年增长率（%） |
| -------- | -------------------- | ---------------------- | ----------------- |
| 宁德市   | 738.61               | 26173                  | 13.3              |
| 蕉城区   | 126.82               | 29541                  | 13.0              |
| 福安市   | 177.17               | 31435                  | 21.6              |
| 福鼎市   | 133.85               | 25279                  | 15.5              |
| 霞浦县   | 93.87                | 20353                  | 12.1              |
| 古田县   | 81.87                | 25292                  | 12.5              |
| 屏南县   | 34.38                | 24967                  | 14.1              |
| 寿宁县   | 36.34                | 20659                  | 14.7              |
| 周宁县   | 27.23                | 24161                  | 12.1              |
| 柘荣县   | 27.08                | 30633                  | 13.5              |

## 资源

### 水产
海域辽阔，适合捕捞业；具有较大面积的浅海（9.34万公顷）和滩涂（4.36万公顷），适合水产养殖。盛产着大黄鱼（宁德大黄鱼为中国地理标志产品）、对虾、石斑鱼、二都蚶、剑蛏等海味珍品。拥有中國最大的大黄鱼人工养殖基地。

### 农林业
农业方面，盛产茶叶和食用菌，是中国重点产茶区和中国产量最多、品种最全的重要食用菌产区；所产水果种类繁多，如四季柚、油柰、板栗、芙蓉李、水蜜桃和晚熟荔枝、龙眼等。林业方面，全区森林覆盖率为62.7％，活立木总蓄积量1527万立方米，用材林面积44万公顷。

### 能源
- 水电：可开发水电资源为185.49万千瓦，已开发42万千瓦，建成的多为中小型水电站，最大装机容量（120万千瓦）的水电站为周宁县的周宁抽水蓄能电站（建设中）。
- 潮汐能：可开发总装机容量245.96万千瓦，尚未获得利用。
- 火电：设计装机容量为440万千瓦的福安市大唐宁德火电厂已实现一期工程，开始并网发电。
- 核电：宁德核电站、霞浦核电站。

### 森林资源
2017年，宁德市林地面积99.337万公顷，占土地面积130.677万公顷的76.01%；全市有林地面积88.811万公顷，活立木总蓄积量4808.48万立方米，森林蓄积量4602.47万立方米，重点生态公益林34.09万公顷，森林覆盖率67.96%，居全省第四（全省沿海设区市第一），林地绿化率92.51%。全市拥有国家级森林公园3个、省级森林公园13个，省级自然保护区2个，市级自然保护区8个，全国生态文化村5个、省级生态文化村10个。全市有木材加工企业389家，其中国家林业重点龙头企业2家、农业产业化省级重点龙头企业15家、省林业产业化龙头企业14家。拥有中国驰名商标2件、省著名商标9件、省名牌产品2个、国家地理标志证明商标5件。

## 交通

### 陆路交通

#### 市区公交
宁德市最早的公交线路开通于1976年，当时使用三辆客车开行七都线和八都线（它们曾更改为长途客运线路，近年来随着宁德中心城区的对外扩张而恢复为公交线路32路和33路）。宁德市真正意义上的市区公交线路则是在1992年开通的1路~3路（后2路并入1路）。截至2025年，宁德市区已拥有公交线路31条、公交站点200余个。

#### 城际交通
高速公路：
- 沈海高速：（罗源）～飞鸾～飞鸾枢纽～蕉城岚口～宁德南～井上枢纽～增坂枢纽～宁德北～宁德汽车城～下白石～湾坞枢纽～盐田～霞浦～三沙～牙城～硖门～太姥山～洋中枢纽～八尺门～福鼎～邦福枢纽～福鼎北～闽浙界～（苍南）
- 溧宁高速（原 福寿高速）：坂中枢纽～福安社口～寿宁斜滩～寿宁～寿宁犀溪～闽浙界～（泰顺）
- 宁上高速：霞浦下浒～霞浦东安～霞浦溪南～福安溪尾～下邳枢纽～湾坞枢纽～赛岐～福安～康厝枢纽～白云山～周宁～（政和）
- 甬莞高速（原 福诏高速）：（罗源湾）～飞鸾～宁德东～增坂枢纽～井上枢纽～宁德西～宁德八都～福安甘棠～福安西～康厝枢纽～坂中枢纽～福安北～柘荣～福鼎管阳～福鼎北～邦福枢纽～洋中枢纽～巽城～福鼎东～闽浙界～（苍南）
- 政永高速（原 政古高速）：（政和）～白水洋～屏南～屏南甘棠～古田大桥～古田翠屏湖～排头枢纽

过境国道：
- 104国道：油车岭界～南山～飞鸾～二都下村～二都上村～岐头鼻～蚶岐～宁德～井上～濂坑～六都～秋山尾～七都～三屿（宁德汽车城）～岙村～八都～红门里～屿头～闽坑～湄洋岭界～观里～甘棠～罗江～赛岐～溪柄～黄澜～化蛟～程家垄～福安～雁塔～湖塘坂～财洪～柘荣～乍洋~管阳～福鼎～贯岭～分水关界
- 228国道（原 漳湾—东山线）
- 235国道（原 犀溪—湄洲岛线）
- 237国道（原 八都—洋庄线）：八都二桥～八都～铜镜～长潭～九都～云气～九仙～霍童～兴贤～洪口～库山～岭岔头～寿山～白玉～单条桥～李大坪～漈头～屏南～路下～（建瓯）
- 353国道（原 982县道西段、 霞浦—大熟线（福安～霞浦段）和原 下白石—浦城线（福安～周宁段）。0公里起点位于霞浦县溪南镇）：霞浦～松罗～溪柄～赛岐～后太～溪潭～廉村～桂林～梨坪～周宁～泗桥～（政和）

省道：
- 306省道（蕉城区-古田县，原 （金涵—泰宁线）东段）：亭坪～牛头岗～光坂洋～石后～陈坂～洋中～宝岩～杉洋～鹤塘～西洋～广洋～苏洋～公馆～大桥～翠屏湖
- 203省道（福安市-寿宁县，原 （霞浦—大熟线）寿宁段、原 （下白石—浦城线）福安段）：下白石～甘棠～湖塘坂～竹工坂～社口～武曲～斜滩～布罗林～南阳～寿宁～大安～大熟
- 201省道（霞浦县-柘荣县，原 961县道）：东冲～北壁～下浒～长春～霞浦～崇儒～溪西水库～横江～鸳鸯草场～柘荣～荣顺桥
- 207省道（寿宁县-蕉城区，原 942县道西段、 944县道周宁～寿宁段和 931县道）：杨溪头～下党～下屏峰～溪源新村～溪源～岔头坂～鸬鹚岔～纯池～周宁～梨坪～高漈头～咸村～川中～外表～渡头～兴贤大桥

铁路：
- 温福铁路（客货两用）
- 衢宁铁路（客货两用，2014年12月31日开工建设，2020年9月27日通车）
- 宁德漳湾港铁路支线规划（货运）
- 宁德白马港铁路支线在建（货运）[18]
- 合福客运专线

### 海上交通
宁德港，下辖三都澳、赛江、三沙、沙埕四个港区。

### 航空港
- 宁德霞浦机场（軍用機場改建）

## 文化

### 古文化
在新石器时代，属东南沿海印纹陶文化系统。

### 传说
- 霍童山是道教和佛教的圣地[19]，有“燧人氏造火”和“黄帝造（到）霍”的传说
- 太姥山有“尧帝封太姥”的传说。

### 民间艺术
- “搬铁技”：又称抬阁，是源于清代的民间表演形式。表演时，将钢管或铁条焊接成枝状并固定于车辕上，儿童化妆后，手持道具，各饰某一传统戏曲中的角色，根据剧情，组成各种的造型，或坐或站于“铁技”之上，然后由人抬着行走。这一表演形式在闽东地区非常流行，常在一些传统节日（如鬼节）时表演。
- “线狮舞”：源于隋代，亦称抽狮舞，是由霍童当地儿童玩具演变而成。狮子为扎制，通过绳子将狮头、狮身、 狮尾、狮脚吊挂在木架上，木架安上车辕，表演者边走边抽绳子，并配以幕景和照明。线狮舞分为雄、雌“双狮舞”和母狮、仔狮“大小狮舞”。表演者少则5人，多则10多人。霍童线狮舞已入选国家级非物质文化遗产。
- “剪纸”：以柘荣县最为有名。剪纸的手法主要有平铺式、对称式、多折式和网络式几种。剪纸所表现的内容除了传统的花式和字形外，还有很大部分是生活的物品，并采用抽象和夸张的表现形式。柘荣县剪纸风格古朴、浑厚、粗犷，被认为是受中原文化的影响；其与秀丽、精巧、严谨的闽南漳浦剪纸形成鲜明对照。2000年柘荣县以其剪纸的独特魅力，被国家文化部授予“中国民间艺术（剪纸）之乡”称号。

### 畲族文化
作为畲族的主要聚居地，畲族文化和艺术也是闽东文化最具特色和魅力的部分之一。

### 非物质文化
宁德市的畲族民歌、霍童线狮、畲族小说歌（霞浦县）、四平戏（屏南县）、屏南双溪铁枝（屏南县）、屏南平讲戏（屏南县）及木拱桥传统营造技艺（屏南县、寿宁县）、柘荣剪纸（柘荣县）、陈靖姑信俗（古田县）、霍童铁枝（蕉城区）、水密隔舱福船制造技艺（蕉城区）以及寿宁北路戏（寿宁县）被列入国家级非物质文化遗产名录。

### 全国重点文物保护单位
- 闽东北廊桥
- 狮峰寺
- 观音亭寨
- 林公忠平王祖殿
- 古田临水宫
- 漈下建筑群
- 凤岐吴氏大宅
- 福建戍守台湾将士墓群

## 传媒
- 闽东日报
- 宁德晚报
- 宁德电视台
- 宁德人民广播电台

## 教育

### 高等院校
- 公办本科院校：宁德师范學院
- 公办专科院校：寧德職業技術學院、福建海峡职业技术学院（筹）

### 重点中学
- 福建省一级达标高级中学：宁德第一中学、宁德高级中学、福安第一中學、宁德民族中学、福鼎第一中學、霞浦第一中学、古田第一中学、屏南第一中学、周宁第一中学、柘荣第一中学、宁德市第五中学

## 医疗

### 区域性综合医院
- 福建医科大学附属闽东医院、福建医科大学附属宁德市医院。

### 县级综合医院
- 宁德人民医院（宁德市蕉城区医院）、福安市医院、福鼎市医院、霞浦县医院、福建医科大学附属闽东医院周宁分院（原周宁县医院）、福建医科大学附属闽东医院寿宁分院（寿宁县总医院）、古田县医院、屏南县医院、柘荣县医院。

## 景观
旅游资源丰富，著名游览点有：

### 自然景观
- 福安：白云山（国家级风景名胜区、世界地质公园），溪塔葡萄沟
- 福鼎：太姥山（国家级风景名胜区、世界地质公园），大嵛山岛
- 霞浦：杨家溪（属太姥山国家级风景名胜区）、东冲半岛省级风景名胜区
- 屏南：白水洋、鸳鸯溪（国家级风景名胜区、世界地质公园）
- 周宁：九龙漈（国家级风景名胜区、世界地质公园），鲤鱼溪
- 古田：翠屏湖省级风景名胜区
- 蕉城：霍童支提山省级风景名胜区，三都澳
- 寿宁：杨梅州省级风景名胜区
- 柘荣：东狮山省级风景名胜区

### 人文景观
- 福安：溪潭镇廉村（福建省歷史文化名村）、社口镇坦洋村，穆云畲族乡溪塔村
- 蕉城：支提山华严寺、七都镇林氏祠堂、黄氏祠堂、东山宫、霍童古镇、洋中古镇
- 福鼎：资国寺、冷城古堡、翠郊古民居
- 寿宁：闽东北廊桥（中国重点文物保护单位）、西浦古镇（国家3A级旅游风景区）
- 古田：临水宫
- 霞浦：妈祖行宫、大京古堡

## 特产

### 水果和土产
- 蕉城：晚熟龙眼、六都草莓
- 古田：银耳、油奈、香菇、水蜜桃
- 福鼎：白茶、四季柚、槟榔芋
- 福安：芙蓉李、坦洋工夫红茶、巨峰葡萄、穆阳水蜜桃
- 寿宁：高山茶、金丝扣
- 柘荣：太子参
- 霞浦：晚熟荔枝
- 屏南：米烧兔、鸳鸯粿
- 周宁：高山土豆

### 水产
官井洋的黄瓜鱼、二都的珠蚶（俗称血蚶）、七都的寸金鱼（明朝明英宗接受林聪推荐特封次名）

### 手工艺品
古田的竹编、霞浦的贝雕。

## 友好城市
截至2015年7月31日，宁德市已经与3个国家建立了4对国际友好城市关系。
| 友好城市                            | 结好时间       | 签字地点 |
| ----------------------------------- | -------------- | -------- |
| 诗巫市（马来西亚砂拉越州）          | 2009年3月19日  | 宁德市   |
| 哥伦布市（美国印第安纳州）          | 2010年10月22日 | 宁德市   |
| 施派尔市（德国莱茵兰-普法尔茨州）   | 2012年12月7日  | 宁德市   |
| 沃尔姆斯市（德国莱茵兰-普法尔茨州） | 2012年12月7日  | 宁德市   |